# Chiesa di San Giovanni Maggiore (Borgo San Lorenzo)
La chiesa di San Giovanni Maggiore si trova a circa tre chilometri di distanza da Borgo San Lorenzo.

## Storia e descrizione

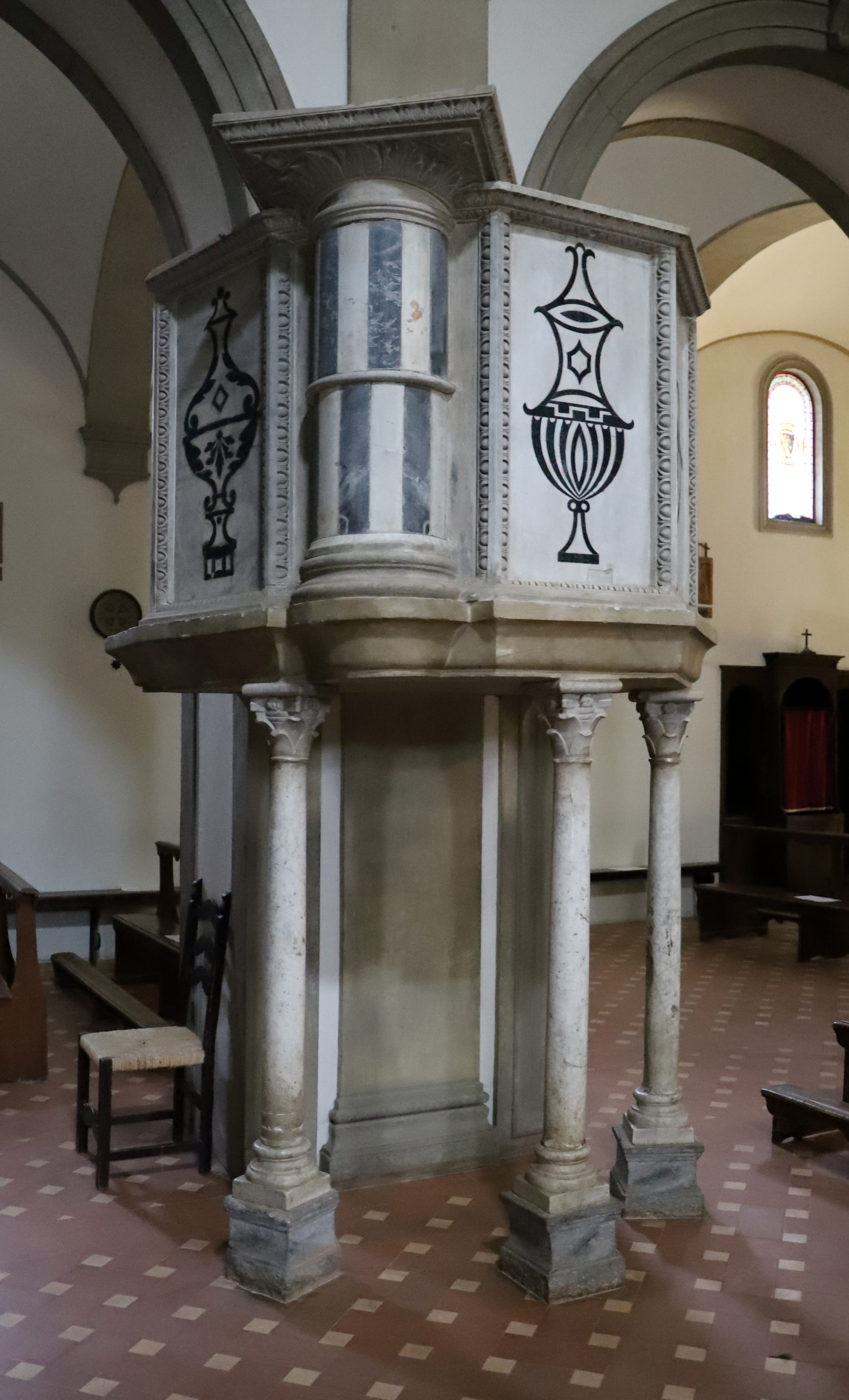
Il pulpito

Ad essa si arriva dopo aver percorso un viale alberato di cipressi. La facciata della chiesa è abbellita da un loggiato rifatto nel Novecento. Il suo campanile, detto campanile Alberto, risalente all'anno Mille, ha base quadrata e finestre monofore.
Questa chiesa fu riedificata nel 1520-1530 dall'arcivescovo di Firenze Francesco Minerbetti e restaurata nel 1930. Di essa non si può precisare l'origine, anche se molto probabilmente essa risale al V-VI secolo. Di ciò si ha conferma nei documenti dell'XI secolo che citano un castellare novum o castellarium novum, che indica l'esistenza di un castello più antico, costruito sui resti del primo. Nel Monastero di San Pietro in Luco si fa menzione di una compravendita di beni di questa chiesa, risalenti al 1016.
L'interno si presenta con tre navate, un ambone romanico con decori in marmo verde del XII secolo, un crocifisso di legno della prima metà del Cinquecento, copie in gesso di due busti rappresentanti la madre e il padre di Francesco Minerbetti (gli originali in terracotta del XVI secolo sono conservati nel Museo Beato Angelico di Vicchio), un altro busto che raffigura il pievano Fratini.
L'arredamento della chiesa si trova anch'esso nel Museo di Vicchio ed è costituito da pianete, un calice bizantino del XIII secolo, una coppa d'argento, un reliquiario d'argento, un banco di noce, una tela raffigurante il Salvatore, opera di Salvator Rosa, un dipinto con San Giovanni Battista (scuola di Giotto), un crocifisso di bronzo attribuito a Giambologna.
Il pittore Pietro Alessio Chini dipinse il Battesimo di Cristo sulla volta centrale di questa chiesa.
Il decoratore Dino Chini (1884-1960) dipinse un festone con foglie di quercia e alloro che circonda una lapide in memoria dei reduci della Grande Guerra, entrando sulla parete destra della chiesa .
Sotto l'altare maggiore, in marmo intarsiato, è collocato il sepolcro del beato Giovanni da Vespignano.